# Ryan Bayley
Ryan Neville Bayley, OAM (nascido em 9 de março de 1982) é um ex-ciclista australiano. Entre seus principais resultados estão duas medalhas de ouro nos Jogos Olímpicos de Atenas 2004, conquistadas na velocidade individual e keirin. Também conquistou várias medalhas em campeonatos mundiais competindo em provas de pista, que é a sua especialidade.
Em 2005 ele foi condecorado com a Ordem da Austrália (OAM).